# Indian Wells Open 2018 - Qualificazioni singolare maschile
Le qualificazioni del singolare  maschile dell'Indian Wells Open 2018 sono state un torneo di tennis preliminare per accedere alla fase finale della manifestazione. I vincitori dell'ultimo turno sono entrati di diritto nel tabellone principale. In caso di ritiro di uno o più giocatori aventi diritto a questi sono subentrati i lucky loser, ossia i giocatori che hanno perso nell'ultimo turno ma che avevano una classifica più alta rispetto agli altri partecipanti che avevano comunque perso nel turno finale.

## Teste di serie
1. Vasek Pospisil (qualificato)
2. Mirza Bašić (primo turno)
3. Dudi Sela (ultimo turno, lucky loser)
4. Nicolas Mahut (qualificato)
5. Marcos Baghdatis (qualificato)
6. Ričardas Berankis (qualificato)
7. Matteo Berrettini (ultimo turno, lucky loser)
8. Tarō Daniel (qualificato)
9. Yuki Bhambri (qualificato)
10. Cameron Norrie (qualificato)
11. Bjorn Fratangelo (primo turno)
12. Ruben Bemelmans (ultimo turno)

1. Adrián Menéndez Maceiras (ultimo turno)
2. Serhij Stachovs'kyj (ultimo turno)
3. Yannick Hanfmann (primo turno)
4. Henri Laaksonen (primo turno)
5. Tim Smyczek (qualificato)
6. Martin Kližan (primo turno)
7. Peter Polansky (qualificato)
8. Ramkumar Ramanathan (ultimo turno)
9. Mackenzie McDonald (ultimo turno)
10. Aleksandr Bublik (ultimo turno, ritirato)
11. Norbert Gombos (ultimo turno)
12. Calvin Hemery (primo turno)

## Qualificati
1. Vasek Pospisil
2. Mitchell Krueger
3. Evan King
4. Nicolas Mahut
5. Marcos Baghdatis
6. Ričardas Berankis

1. Peter Polansky
2. Tarō Daniel
3. Yuki Bhambri
4. Cameron Norrie
5. Félix Auger-Aliassime
6. Tim Smyczek

### Lucky loser
1. Dudi Sela
2. Matteo Berrettini

1. Ruben Bemelmans

## Tabellone

### Legenda
| - Q = Qualificato - WC = Wild card - LL = Lucky loser | - ALT = Alternate - SE = Special Exempt - PR = Protected Ranking | - w/o = Walkover - r = Ritirato - d = Squalificato |

### Sezione 1
|  | Primo turno | Primo turno              | Primo turno              | Primo turno | Primo turno |  |  | Ultimo turno | Ultimo turno             | Ultimo turno             | Ultimo turno | Ultimo turno |  |
|  |             |                          |                          |             |             |  |  |              |                          |                          |              |              |  |
|  | 1           | Vasek Pospisil           | Vasek Pospisil           | 6           | 7           |  |  |              |                          |                          |              |              |  |
|  | WC          | Brandon Nakashima        | Brandon Nakashima        | 0           | 63          |  |  | 1            | Vasek Pospisil           | Vasek Pospisil           | 7            | 6            |  |
|  |             | Stefan Kozlov            | Stefan Kozlov            | 2           | 68          |  |  | 13           | Adrián Menéndez Maceiras | Adrián Menéndez Maceiras | 65           | 2            |  |
|  | 13          | Adrián Menéndez Maceiras | Adrián Menéndez Maceiras | 6           | 7           |  |  |              |                          |                          |              |              |  |

### Sezione 2
|  | Primo turno | Primo turno      | Primo turno      | Primo turno | Primo turno |  |  | Ultimo turno | Ultimo turno     | Ultimo turno     | Ultimo turno | Ultimo turno |  |
|  |             |                  |                  |             |             |  |  |              |                  |                  |              |              |  |
|  | 2           | Mirza Bašić      | Mirza Bašić      | 2           | 5           |  |  |              |                  |                  |              |              |  |
|  |             | Mitchell Krueger | Mitchell Krueger | 6           | 7           |  |  |              | Mitchell Krueger | Mitchell Krueger | 4            |              |  |
|  |             | Kevin King       | Kevin King       | 2           | 4           |  |  | 22           | Aleksandr Bublik | Aleksandr Bublik | 3            | r            |  |
|  | 22          | Aleksandr Bublik | Aleksandr Bublik | 6           | 6           |  |  |              |                  |                  |              |              |  |

### Sezione 3
|  | Primo turno | Primo turno   | Primo turno | Primo turno | Primo turno |  |  | Ultimo turno | Ultimo turno | Ultimo turno | Ultimo turno | Ultimo turno |  |
|  |             |               |             |             |             |  |  |              |              |              |              |              |  |
|  | 3           | Dudi Sela     | Dudi Sela   | 6           | 6           |  |  |              |              |              |              |              |  |
|  |             | Noah Rubin    | Noah Rubin  | 2           | 1           |  |  | 3            | Dudi Sela    | Dudi Sela    | 0            | 3            |  |
|  |             | Evan King     | 6           | 65          | 6           |  |  |              | Evan King    | Evan King    | 6            | 6            |  |
|  | 18          | Martin Kližan | 4           | 7           | 3           |  |  |              |              |              |              |              |  |

### Sezione 4
|  | Primo turno | Primo turno        | Primo turno      | Primo turno | Primo turno |  |  | Ultimo turno | Ultimo turno       | Ultimo turno       | Ultimo turno | Ultimo turno |  |
|  |             |                    |                  |             |             |  |  |              |                    |                    |              |              |  |
|  | 4           | Nicolas Mahut      | Nicolas Mahut    | 6           | 6           |  |  |              |                    |                    |              |              |  |
|  |             | Gonçalo Oliveira   | Gonçalo Oliveira | 3           | 3           |  |  | 4            | Nicolas Mahut      | Nicolas Mahut      | 6            | 6            |  |
|  |             | Ricardo Ojeda Lara | 7                | 3           | 6           |  |  |              | Ricardo Ojeda Lara | Ricardo Ojeda Lara | 3            | 2            |  |
|  | 24          | Calvin Hemery      | 62               | 6           | 4           |  |  |              |                    |                    |              |              |  |

### Sezione 5
|  | Primo turno | Primo turno        | Primo turno        | Primo turno | Primo turno |  |  | Ultimo turno | Ultimo turno     | Ultimo turno     | Ultimo turno | Ultimo turno |  |
|  |             |                    |                    |             |             |  |  |              |                  |                  |              |              |  |
|  | 5           | Marcos Baghdatis   | Marcos Baghdatis   | 6           | 6           |  |  |              |                  |                  |              |              |  |
|  |             | Thanasi Kokkinakis | Thanasi Kokkinakis | 1           | 3           |  |  | 5            | Marcos Baghdatis | Marcos Baghdatis | 6            | 6            |  |
|  |             | Vincent Millot     | Vincent Millot     | 6           | 7           |  |  |              | Vincent Millot   | Vincent Millot   | 1            | 2            |  |
|  | 15          | Yannick Hanfmann   | Yannick Hanfmann   | 2           | 5           |  |  |              |                  |                  |              |              |  |

### Sezione 6
|  | Primo turno | Primo turno       | Primo turno       | Primo turno | Primo turno |  |  | Ultimo turno | Ultimo turno      | Ultimo turno | Ultimo turno | Ultimo turno |  |
|  |             |                   |                   |             |             |  |  |              |                   |              |              |              |  |
|  | 6           | Ričardas Berankis | Ričardas Berankis | 6           | 6           |  |  |              |                   |              |              |              |  |
|  |             | Darian King       | Darian King       | 3           | 2           |  |  | 6            | Ričardas Berankis | 2            | 6            | 6            |  |
|  |             | Casper Ruud       | Casper Ruud       | 6           | 6           |  |  |              | Casper Ruud       | 6            | 2            | 2            |  |
|  | 16          | Henri Laaksonen   | Henri Laaksonen   | 1           | 4           |  |  |              |                   |              |              |              |  |

### Sezione 7
|  | Primo turno | Primo turno       | Primo turno       | Primo turno | Primo turno |  |  | Ultimo turno | Ultimo turno      | Ultimo turno | Ultimo turno | Ultimo turno |  |
|  |             |                   |                   |             |             |  |  |              |                   |              |              |              |  |
|  | 7           | Matteo Berrettini | Matteo Berrettini | 6           | 7           |  |  |              |                   |              |              |              |  |
|  |             | Denis Kudla       | Denis Kudla       | 4           | 5           |  |  | 7            | Matteo Berrettini | 3            | 6            | 3            |  |
|  |             | Marcelo Arévalo   | Marcelo Arévalo   | 5           | 3           |  |  | 19           | Peter Polansky    | 6            | 1            | 6            |  |
|  | 19          | Peter Polansky    | Peter Polansky    | 7           | 6           |  |  |              |                   |              |              |              |  |

### Sezione 8
|  | Primo turno | Primo turno          | Primo turno          | Primo turno | Primo turno |  |  | Ultimo turno | Ultimo turno       | Ultimo turno       | Ultimo turno | Ultimo turno |  |
|  |             |                      |                      |             |             |  |  |              |                    |                    |              |              |  |
|  | 8           | Tarō Daniel          | Tarō Daniel          | 6           | 6           |  |  |              |                    |                    |              |              |  |
|  | WC          | Evan Song            | Evan Song            | 4           | 0           |  |  | 8            | Tarō Daniel        | Tarō Daniel        | 6            | 6            |  |
|  |             | Alexander Sarkissian | Alexander Sarkissian | 1           | 3           |  |  | 21           | Mackenzie McDonald | Mackenzie McDonald | 4            | 3            |  |
|  | 21          | Mackenzie McDonald   | Mackenzie McDonald   | 6           | 6           |  |  |              |                    |                    |              |              |  |

### Sezione 9
|  | Primo turno | Primo turno         | Primo turno         | Primo turno | Primo turno |  |  | Ultimo turno | Ultimo turno        | Ultimo turno        | Ultimo turno | Ultimo turno |  |
|  |             |                     |                     |             |             |  |  |              |                     |                     |              |              |  |
|  | 9           | Yuki Bhambri        | Yuki Bhambri        | 7           | 7           |  |  |              |                     |                     |              |              |  |
|  |             | Dennis Novikov      | Dennis Novikov      | 5           | 5           |  |  | 9            | Yuki Bhambri        | Yuki Bhambri        | 6            | 6            |  |
|  |             | Michael Mmoh        | Michael Mmoh        | 3           | 5           |  |  | 20           | Ramkumar Ramanathan | Ramkumar Ramanathan | 4            | 2            |  |
|  | 20          | Ramkumar Ramanathan | Ramkumar Ramanathan | 6           | 7           |  |  |              |                     |                     |              |              |  |

### Sezione 10
|  | Primo turno | Primo turno         | Primo turno        | Primo turno | Primo turno |  |  | Ultimo turno | Ultimo turno        | Ultimo turno        | Ultimo turno | Ultimo turno |  |
|  |             |                     |                    |             |             |  |  |              |                     |                     |              |              |  |
|  | 10          | Cameron Norrie      | Cameron Norrie     | 6           | 6           |  |  |              |                     |                     |              |              |  |
|  |             | Christian Harrison  | Christian Harrison | 2           | 3           |  |  | 10           | Cameron Norrie      | Cameron Norrie      | 6            | 6            |  |
|  | WC          | Marcos Giron        | 7                  | 64          | 4           |  |  | 14           | Serhij Stachovs'kyj | Serhij Stachovs'kyj | 4            | 2            |  |
|  | 14          | Serhij Stachovs'kyj | 5                  | 7           | 6           |  |  |              |                     |                     |              |              |  |

### Sezione 11
|  | Primo turno | Primo turno           | Primo turno           | Primo turno | Primo turno |  |  | Ultimo turno | Ultimo turno          | Ultimo turno | Ultimo turno | Ultimo turno |  |
|  |             |                       |                       |             |             |  |  |              |                       |              |              |              |  |
|  | 11          | Bjorn Fratangelo      | Bjorn Fratangelo      | 4           | 4           |  |  |              |                       |              |              |              |  |
|  |             | Félix Auger-Aliassime | Félix Auger-Aliassime | 6           | 6           |  |  |              | Félix Auger-Aliassime | 2            | 7            | 6            |  |
|  |             | Liam Broady           | Liam Broady           | 6           | 3           |  |  | 23           | Norbert Gombos        | 6            | 64           | 3            |  |
|  | 23          | Norbert Gombos        | Norbert Gombos        | 7           | 6           |  |  |              |                       |              |              |              |  |

### Sezione 12
|  | Primo turno | Primo turno     | Primo turno     | Primo turno | Primo turno |  |  | Ultimo turno | Ultimo turno    | Ultimo turno    | Ultimo turno | Ultimo turno |  |
|  |             |                 |                 |             |             |  |  |              |                 |                 |              |              |  |
|  | 12          | Ruben Bemelmans | Ruben Bemelmans | 6           | 7           |  |  |              |                 |                 |              |              |  |
|  | WC          | Tristan Boyer   | Tristan Boyer   | 1           | 63          |  |  | 12           | Ruben Bemelmans | Ruben Bemelmans | 3            | 6(1)         |  |
|  | WC          | Sebastian Korda | 7               | 2           | 5           |  |  | 17           | Tim Smyczek     | Tim Smyczek     | 6            | 7            |  |
|  | 17          | Tim Smyczek     | 64              | 6           | 7           |  |  |              |                 |                 |              |              |  |